# Лейк (округ, Теннессі)
Шаблон:StateAbbr_ 36°20′ пн. ш. 89°29′ зх. д. / 36.34° пн. ш. 89.49° зх. д.
Округ Лейк (англ. Lake County) — округ (графство) у штаті Теннессі, США. Ідентифікатор округу 47095.

## Історія
Округ утворений 1870 року.

## Демографія
За даними перепису 2000 року загальне населення округу становило 7954 осіб, усе сільське. Серед мешканців округу чоловіків було 4785, а жінок — 3169. В окрузі було 2410 домогосподарств, 1615 родин, які мешкали в 2716 будинках. Середній розмір родини становив 2,92.
Віковий розподіл населення поданий у таблиці:
| Стать    | До 15 років | 15-21 | 22-29 | 30-39 | 40-49 | 50-65 | 65-85 | Понад 85 |
| -------- | ----------- | ----- | ----- | ----- | ----- | ----- | ----- | -------- |
| Чоловіки | 609         | 546   | 915   | 927   | 770   | 609   | 377   | 32       |
| Жінки    | 559         | 284   | 282   | 379   | 442   | 574   | 547   | 102      |

## Суміжні округи
- Фултон, Кентуккі — північ
- Обіон — схід
- Даєр — південь
- Пеміскот, Міссурі — захід
- Нью-Мадрид, Міссурі — північний захід

## Виноски
1. ↑  U.S. Decennial Census. United States Census Bureau. Архів оригіналу за 19 липня 2018. Процитовано 7 квітня 2015.
2. ↑  Historical Census Browser. University of Virginia Library. Архів оригіналу за 11 серпня 2012. Процитовано 7 квітня 2015.
3. ↑  Forstall, Richard L., ред. (27 березня 1995). Population of Counties by Decennial Census: 1900 to 1990. United States Census Bureau. Архів оригіналу за 21 лютого 2015. Процитовано 7 квітня 2015.
4. ↑  Census 2000 PHC-T-4. Ranking Tables for Counties: 1990 and 2000 (PDF). United States Census Bureau. 2 квітня 2001. Архів оригіналу (PDF) за 18 грудня 2014. Процитовано 7 квітня 2015.
5. ↑  State & County QuickFacts. United States Census Bureau. Архів оригіналу за 7 червня 2011. Процитовано 3 грудня 2013.(англ.) Наведено за англійською вікіпедією.
6. ↑  American FactFinder. Бюро перепису населення США. Архів оригіналу за 26 лютого 2012. Процитовано 31 січня 2008.

| США | Це незавершена стаття з географії США. Ви можете допомогти проєкту, виправивши або дописавши її. |